# La Presse (periódico canadiense)
La Presse (Francés para "La Prensa") es un periódico de Montreal, en Quebec, de tendencia federalista (opuesto a la independencia de Quebec), económicamente de centroderecha y socialmente progresista. Es el periódico principal del conglomerado de la empresa Gesca. Sus competidores principales son Le Journal de Montréal (propiedad de Quebecor) y Le Devoir (independiente).